# Герб Зібранівки
Герб Зібранівки — офіційний символ села Зібранівка, Коломийського району Івано-Франківської області, затверджений 27 січня 2023 р. рішенням сесії Заболотівської селищної ради.
Автор — А. Гречило.

## Опис герба
У зеленому полі стоїть срібний мішок, перев'язаний золотим шнуром; на золотому бордюрі 8 червоних яблук із зеленим листочком.

## Значення символів
Яблука вказують на перекази про виникнення села, за якими люди за подаровану землю відвезли на знак вдячності колишній власниці кілька мішків яблук-колесачок. А срібний міх символізує давній млин, в якому мололи борошно і для мешканців Зібранівки, і сусідніх сіл.